# 達里爾·戴克
達里爾·戴克（英語：Daryl Dike；2000年6月3日—），美國職業足球員，司職前锋，現效力於英冠球會西布朗。

## 俱樂部生涯
2000年出生的達里爾·戴克出道於奧克拉荷馬能量青訓體系，在2020年1月，他加盟奧蘭多城，並在2020賽季取得不錯的表現，在2020/21賽季，他被租借到英冠球會巴恩斯利效力。在2020/21賽季，他共為巴恩斯利出場15場，打進8球。
戴克在結束巴恩斯利的租借後回到美職聯，在對陣聖何塞地震的比賽中首次首發登場，並攻入兩球。

## 國家隊生涯
在美國4-0戰勝哥斯達黎加的友誼賽，戴克在比賽中首發出場，這是他在美國國家隊的首次首發，他也取得了在國家隊的首個進球。

## 外部連結
- 达里尔·戴克 （页面存档备份，存于）在美乙联赛（英语：USL League Two）官网中的档案
- 達里爾·戴克的X（前Twitter）
- 达里尔·戴克 （页面存档备份，存于）在弗吉尼亚大学体育部的档案